# Gripsholm (navire)
Le Gripsholm est un paquebot construit en 1957 par les chantiers Ansaldo Shipyard de Gênes pour la Swedish American Line. Il a coulé le 12 juillet 2001 dans l'océan Indien à cause du mauvais temps, lors d'un dernier voyage vers les chantiers de démolition d'Alang.

## Historique
Le Gripsholm est un paquebot construit en 1957 par les chantiers Ansaldo Shipyard de Gênes pour la Swedish American Line. En 1974, il est désarmé pendant trois mois à Göteborg, puis converti en navire de croisière.
En 1975, il est vendu à la compagnie Karageorgis Lines, qui le renomme Navarino. En 1981, il s'échoue sur l’île de Patmos, ce qui l'endommage gravement. En 1984, la compagnie Regency Cruises le rachète et le renomme Regent Sea. Après de longues réparations, le navire est mis en service, devenant le premier navire de la compagnie Regency Cruises. En 1995, la compagnie fait faillite et le Regent Sea est vendu aux enchères à l'United States American Cruise Line, qui envisagea de le convertir en casino. Mais la compagnie fait faillite et les travaux sont arrêtés. Le navire est alors désarmé à Tampa.
En 2001, il est vendu à la casse et part en remorque pour Alang. En juin, un projet apparaît pour transformer le navire en hôtel flottant à Stockholm, mais le navire est pillé par des pirates à Dakar. Finalement, il finit par couler le 12 juillet 2001 dans l'océan Indien à cause du mauvais temps, au large de l'Afrique Du Sud.